# Arènes (metropolitana di Tolosa)
Arènes (in occitano Arenas) è una stazione della metropolitana di Tolosa, inaugurata il 26 giugno 1993. È dotata di una banchina a 12 porte e perciò può accogliere treni composti da quattro vetture.

## Architettura
L'opera d'arte che si trova nella stazione di Arènes è stata realizzata da Olivier Debré e rappresenta delle onde blu appoggiate alle pareti.

## Servizi
La stazione dispone di:
- Biglietteria automatica
- Scale mobili
- Ufficio Informazioni
- Boutique SNCF